# توپ طلای ۱۹۹۰
توپ طلای ۱۹۹۰ (فرانسوی: 1990 Ballon d'Or‎) ۳۵مین رویداد سالیانهٔ توپ طلا بود که از سوی مجلهٔ فرانس فوتبال به بهترین بازیکن فوتبال در سال ۱۹۹۰ اعطا گردید که در این سال، لوتار ماتئوس برندهٔ توپ طلا شد.

## رتبه‌بندی
| ردیف | نام                        | باشگاه                         | ملیت                             | امتیاز |
| ---- | -------------------------- | ------------------------------ | -------------------------------- | ------ |
| ۱    | لوتار ماتئوس               | باشگاه فوتبال اینتر میلان      | آلمان                            | ۱۳۷    |
| ۲    | سالواتوره اسکیلاچی         | باشگاه فوتبال یوونتوس          | ایتالیا                          | ۸۴     |
| ۳    | آندریاس برمه               | باشگاه فوتبال اینتر میلان      | آلمان                            | ۶۸     |
| ۴    | پل گسکوین                  | باشگاه فوتبال تاتنهام هاتسپر   | انگلستان                         | ۴۳     |
| ۵    | فرانکو بارزی               | باشگاه فوتبال آ.ث. میلان       | ایتالیا                          | ۳۷     |
| ۶    | انزو شیفو                  | باشگاه فوتبال اوسر             | بلژیک                            | ۱۲     |
| ۶    | یورگن کلینزمن              | باشگاه فوتبال اینتر میلان      | آلمان                            | ۱۲     |
| ۸    | روبرتو باجو                | باشگاه فوتبال یوونتوس          | ایتالیا                          | ۸      |
| ۹    | فرانک ریکارد               | باشگاه فوتبال آ.ث. میلان       | هلند                             | ۷      |
| ۱۰   | گیدو بوخوالد               | باشگاه فوتبال اشتوتگارت        | آلمان                            | ۶      |
| ۱۱   | ژان-پیر پاپن               | باشگاه فوتبال المپیک مارسی     | فرانسه                           | ۳      |
| ۱۲   | رافائل مارتین باسکس        | باشگاه فوتبال تورینو           | اسپانیا                          | ۲      |
| ۱۲   | پل مک‌گرت                   | باشگاه فوتبال استون ویلا       | جمهوری ایرلند                    | ۲      |
| ۱۲   | روبرت پروسینچکی            | باشگاه فوتبال ستاره سرخ بلگراد | جمهوری فدرال سوسیالیستی یوگسلاوی | ۲      |
| ۱۲   | دس واکر                    | باشگاه فوتبال ناتینگهام فارست  | انگلستان                         | ۲      |
| ۱۲   | والتر زنگا                 | باشگاه فوتبال اینتر میلان      | ایتالیا                          | ۲      |
| ۱۲   | دراگان استویکوویچ          | باشگاه فوتبال المپیک مارسی     | جمهوری فدرال سوسیالیستی یوگسلاوی | ۲      |
| ۱۸   | جان بارنز                  | باشگاه فوتبال لیورپول          | انگلستان                         | ۱      |
| ۱۸   | میکل لادروپ                | باشگاه فوتبال بارسلونا         | دانمارک                          | ۱      |
| ۱۸   | گری لینکر                  | باشگاه فوتبال تاتنهام هاتسپر   | انگلستان                         | ۱      |
| ۱۸   | دیوید پلات (بازیکن فوتبال) | باشگاه فوتبال استون ویلا       | انگلستان                         | ۱      |
| ۱۸   | رودی فولر                  | باشگاه فوتبال آ.اس. رم         | آلمان                            | ۱      |
| ۱۸   | کریس وادل                  | باشگاه فوتبال المپیک مارسی     | انگلستان                         | ۱      |